# 河野仲次郎
河野 仲次郎（こうの ちゅうじろう、文政10年（1827年） - 明治15年（1882年））は、幕末期の八王子千人同心千人頭。維新後に通唯と改名、初名は通聿。

## 経歴
千人頭・志村内蔵助貞慎の次男。千人同心旗本河野家（270石）12代・河野通徳の養子となり、13代目を継ぐ。安政4年2月より、芝新銭坐の鉄砲方教授・江川英龍に入門して西洋砲術を修め、千人同心の兵制改革に着手。自ら兵法の教則本を執筆し、陸軍奉行配下の千人隊(歩兵隊)を組織する。
1868年(慶応4年)上野戦争が始まると、組織としての八王子千人同心は既に官軍に降伏していたが、200名近くの千人同心出身者と組頭出身・日野義順（信蔵）と共に彰義隊に加わる。敗れて官軍に捕らえられ、静岡藩に送致された。この時に罪に問われたのは河野仲次郎と日野義順のみ。他の八王子千人同心出身者は処置無し。後に許されて東京に出て慶應義塾（『入社帳第1巻654頁、第2巻296頁』）に学んだのち、大蔵省に入る。ほか、晩年に自由民権運動に関わった日野義順の父の日野の教育者日野義貴の碑を揮毫した。
墓所は青山霊園。